# Konvencija o međunarodnom željezničkom prijevozu
Konvencija o međunarodnom željezničkom prijevozu (kratica COTIF; engl. Convention concerning International Carriage by Rail; franc. Convention relative aux transports internationaux ferroviaires) sastavljena je u Bernu 9. svibnja 1980. godine, a stupila je na snagu 1. svibnja 1985. Konvencija predstavlja vrhunac rada na međunarodnoj unifikaciji željezničkog prijevoza, započetoj donošenjem Međunarodne konvencije o prijevozu robe željeznicom (CIM) 1890. u Bernu. Godine 1923. donesen je i drugi međunarodni ugovor - Međunarodna konvencija o prijevozu putnika i prtljage željeznicom (CIV). Obje konvencije su se periodički mijenjale i dopunjavale na revizijskim konferencijama. Na revizijskoj konferenciji 1980. godine donesen je potpuno nova konvencija COTIF, koja je sadržajno i strukturno novelirala sustav međunarodnog željezničkog prava. Njom je osnovana nova međunarodna organizacija - Međuvladina organizacija za međunarodni prijevoz željeznicom (OTIF).
Zbog sve jačeg pritiska konkurentnog cestovnog prijevoza te započinjanja liberalizacije tržišta željezničkih usluga u EU 1990-ih, COTIF je izmijenjen dvama protokolima - 1990. i 1999. Protokolom o izmjenama COTIF-a, sastavljenim 3. lipnja 1999. u Vilniusu, struktura Konvencije je izmijenjena, te se onda sastoji od glavnih odredbi same Konvencije i 7 dodataka:
- Jedinstvena pravila glede Ugovora o međunarodnom željezničkom prijevozu putnika (CIV), Dodatak A Konvenciji;
- Jedinstvenim pravila vezanim uz Ugovor o međunarodnom željezničkom prijevozu robe (CIM), Dodatak B Konvenciji;
- Propis o međunarodnom prijevozu opasnih tvari željeznicom (RID), Dodatak C Konvenciji;
- Jedinstvena pravila o ugovorima za korištenje vozila u međunarodnom željezničkom prometu (CUV), Dodatak D Konvenciji;
- Jedinstvena pravila o ugovorima o korištenju infrastrukture u međunarodnom željezničkom prometu (CUI), Dodatak E Konvenciji;
- Jedinstvena pravila o vrednovanju tehničkih standarda i prihvaćanju jedinstvenih tehničkih propisa primjenjivih na željeznička sredstva namijenjena korištenju u međunarodnom prometu (APTU), Dodatak F Konvenciji;
- Jedinstvena pravila o tehničkom odobrenju za prihvatljivost željezničkih sredstava namijenjenih za korištenje u međunarodnom prometu (ATMF), Dodatak G Konvenciji.